# Chen Yun
Chen Yun (chino: 陈云, chino tradicional: 陳雲, pinyin: Chén Yún) (Shanghái, 1905 - Pekín, 1995) fue uno de los líderes más influyentes de la República Popular China durante los años 1980 y 1990 y uno de los principales arquitectos y formuladores de políticas importantes para la reforma y la apertura china, junto con Deng Xiaoping. 
También era conocido como Liao Chenyun (廖陈云), ya que tomó el apellido de su tío (Liao Wenguang; 廖文光) cuando fue adoptado por él después de la muerte de sus padres. Fue uno de los principales líderes políticos del país asiático durante y después de la guerra civil junto con Mao Zedong, Liu Shaoqi, Zhou Enlai, Zhu De y Ren Bishi, y más tarde fue reconocido como uno de los Ocho Inmortales del Partido Comunista de China. En las décadas de 1980 y 1990, Chen Yun fue considerada la segunda persona más poderosa de China después de Deng Xiaoping.

## Biografía
Nacido el 13 de junio de 1905, en el Distrito de Qingpu (actualmente parte de Shanghái), Chen fue uno de los pocos organizadores del Partido Comunista de la clase trabajadora urbana a fines de los años veinte, participó en la Larga Marcha, y fue miembro del Comité Central de 1931 a 1987. Estuvo vinculado al campo de la Economía, a pesar de no haber recibido educación formal luego de la escuela elemental.
Chen jugó un rol prominente como organizador joven del movimiento laboral durante principios y mediados de los años veinte, adhiriendo al Partido Comunista de China en 1924. Luego del Movimiento del 30 de mayo de 1925, Chen fue un importante organizador bajo órdenes de Zhou Enlai y Liu Shaoqi. Luego que Chiang Kai-shek se enfrenta al PCCh en 1927, Chen regresa a su pueblo, pero retorna pronto a Shanghái y continúa secretamente su trabajo de dirigente laboral. 
Se convierte en uno de los líderes más influyentes de la República Popular de China durante los ochenta y noventa, así como del Partido Comunista de China en casi toda su historia. También fue conocido como Liao Chengyun (廖程雲); aunque no queda claro si fue su nombre original o fue una seudónimo utilizado durante su trabajo en Shanghái. 
Fue uno de los Cinco Grandes de la Guerra Civil en China junto a Mao Zedong, Liu Shaoqi, Zhou Enlai, y Zhu De y considerado como uno de los Ocho Inmortales del Partido Comunista de China.
Chen perteneció al Comité Central entre 1930-31, fue miembro del Comité Permanente del Buró Político del Comité Central (1977–1987), y presidente de la Conferencia Consultiva Política (1987–1992). También fue director del Departamento de Organización del Comité Central en 1938, siendo elevado al Comité Central y a su Politburó en 1940, permaneciendo en el Politburó hasta agosto de 1966. Fue elegido vicepresidente en 1956, aunque fue únicamente miembro ordinario del Comité Central hasta el 9.º Comité Central (1969). Chen fue nombrado como vicepresidente en enero de 1975.
Fallecido el 10 de abril de 1995, su hijo, Chen Yuan, es gobernador del Banco de Desarrollo de China.